# Javier Saviola
Javier Pedro Saviola Fernández (n. 11 decembrie 1981, Buenos Aires, Argentina) este un fost fotbalist argentinian.
Saviola este unul dintre jucătorii care au evoluat atât la Barça cât și la Real, deținând naționalitatea spaniolă. De asemenea, a fost numit cel mai tânăr jucător din FIFA 100 de către Pelé.
A reprezentat echipa națională de fotbal a Argentinei la Cupa Americii 2004 dar și la CM 2006.

## Cariera de club

### River Plate
Poreclit El Conejo (Iepurele), Saviola și-a făcut apariția la clubul natal River Plate de la 16 ani, devenind cu timpul golgheterul echipei.
În 1999 a fost denumit sud americanul anului 1999. La vârsta de doar 18 ani îi era prevăzut un viitor fantastic.

### Barça

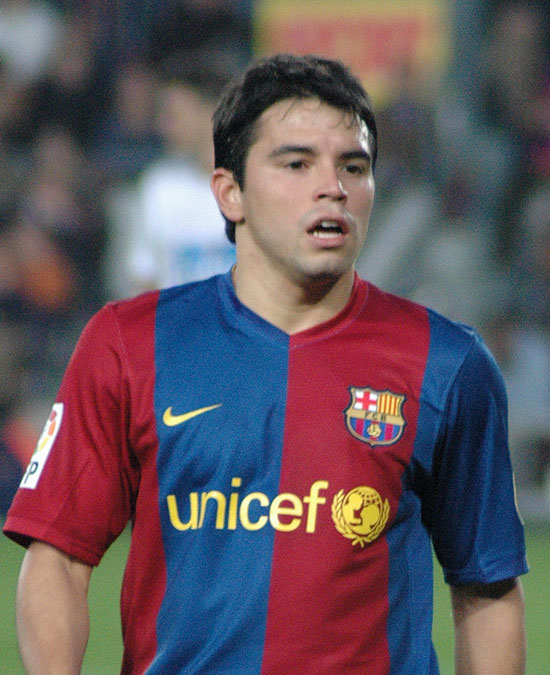
Saviola evoluând pentru Barça

La doar 19 ani și-a făcut debutul în străinătate la FC Barcelona, transferându-se pentru o sumă de aproximativ 15 milioane de euro. Sub conducerea lui Carles Rexach a marcat 17 goluri în primul său sezon, reușind să ajungă al patrulea golgheter al ligii.
Al doilea său sezon a început prost: în prima parte sub conducerea olandezului Louis van Gaal a marcat doar 2 goluri. După schimbarea sa cu Radomir Antić, Saviola a marcat 11 goluri în a doua parte a campionatului. La începutul noului sezon Frank Rijkaard a trecut la conducere iar Saviola a marcat 14 goluri în acel sezon, totuși, fiind rezerva lui Patrick Kluivert.
În următoarele sezoane a fost împrumutat în Franța la AS Monaco și la Sevilla, unde a reușit să câștige Cupa UEFA și să devină al cincilea golgheter al ligii, cu 9 goluri, unde a fost adus pentru a-l înlocui pe Júlio Baptista, plecat la Real Madrid.
A revenit în sezonul 2006-2007 la Barça unde a marcat 5 goluri în campionat, după 18 apariții, iar în Copa del Rey tot atâtea goluri în tot atâtea apariții, beneficiind de accidentările colegilor săi, în special cea a lui Samuel Eto'o.

### Real Madrid
După ce contractul său cu FC Barcelona a luat sfârșit, Saviola s-a mutat la rivala din Madrid, Real. Aici a jucat mai mult rezervă în campionat și în Liga Campionilor, fiind folosit titular doar în cupă. După venirea lui Klaas-Jan Huntelaar, Saviola a decis să părăsească formația din capitala Spaniei.

### Benfica Lisabona

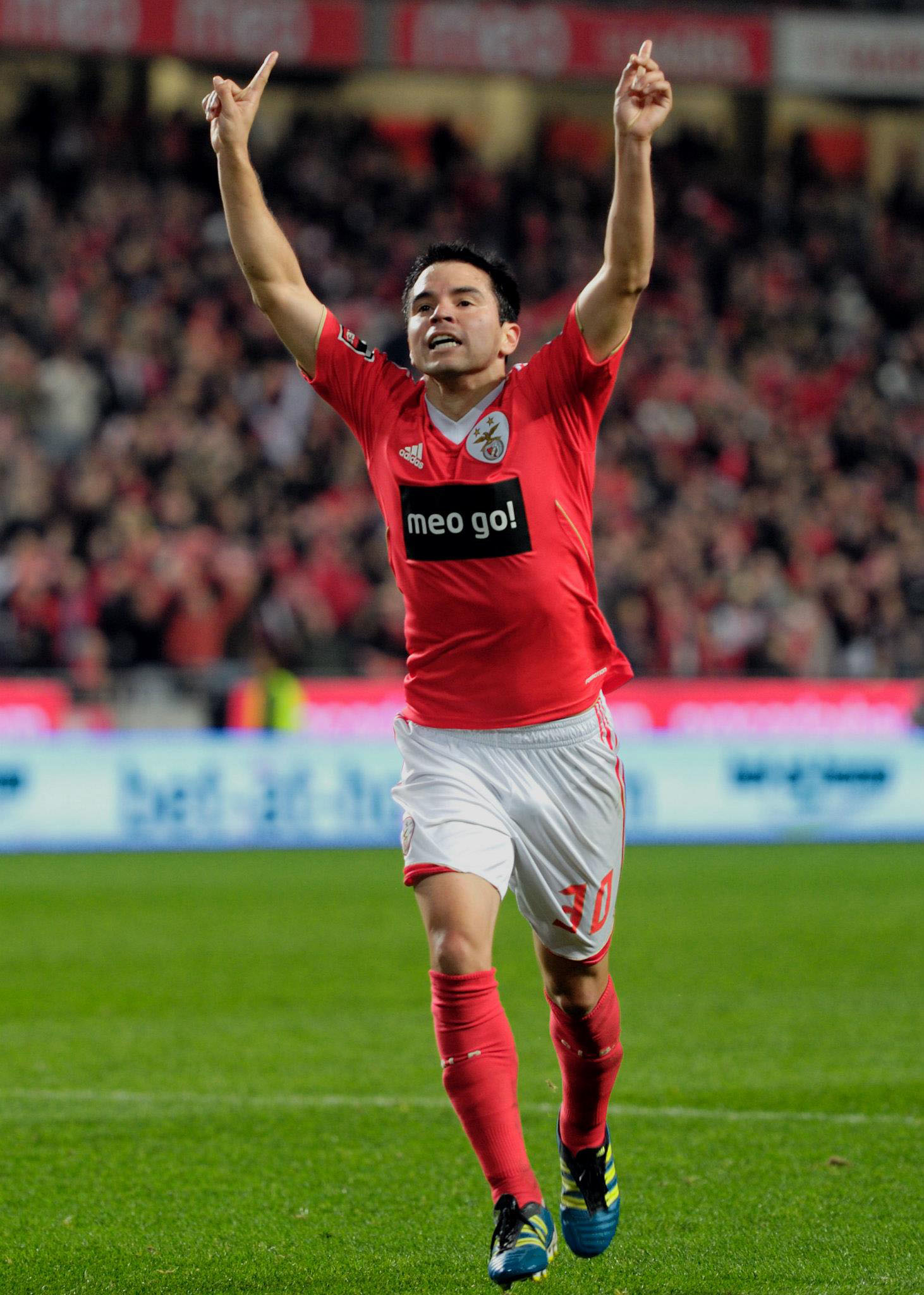
Saviola evoluând pentru Benfica

Saviola s-a mutat la SL Benfica pentru 5 milioane de euro, făcându-și debutul pe 16 iulie 2009 într-un amical împotriva Sionului. De-a lungul carierei în Portugalia a câștigat titlul de jucătorul lunii și titlul.

### Málaga
În ultimele ore ale perioadei de transferuri din sezonul 2012-2013, Saviola a decis să se mute înapoi în Spania la Málaga CF. Pe 1 septembrie 2012 și-a făcut prima apariție după 3 ani în Spania contra Zaragozei, jucând 45 de minute în victoria clubului său cu 1-0.

## Cariera internațională

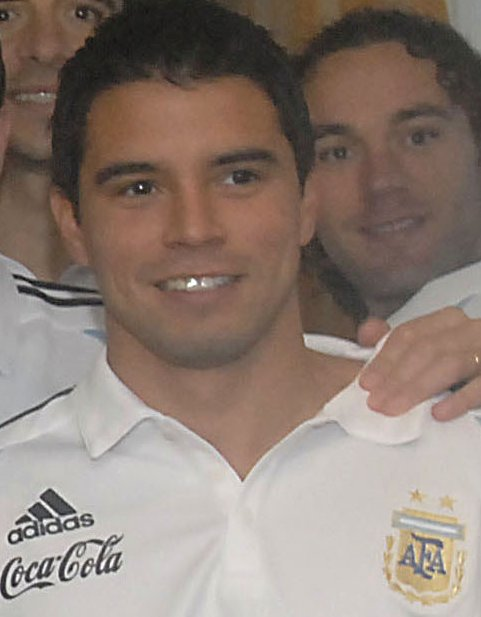
Saviola în Franța cu Argentina

După 7 ani de carieră la echipa națională de fotbal a Argentinei, Saviola a decis să renunțe pentru a se concentra asupra carierei de club.

### Goluri internaționale
| #   | Data              | Arena                                                  | Oponent          | Scor | Rezultat | Competiție                     |
| --- | ----------------- | ------------------------------------------------------ | ---------------- | ---- | -------- | ------------------------------ |
| 1.  | 20 aprilie 2003   | June 11 Stadium, Tripoli, Libia                        | Libia            | 1–0  | 3–1      | amical                         |
| 2.  | 8 iunie 2003      | Nagai Stadium, Osaka, Japonia                          | Japonia          | 1–0  | 4–1      | amical                         |
| 3.  | 11 iunie 2003     | Seoul World Cup Stadium, Seoul, Coreea de Sud          | Coreea de Sud    | 1–0  | 1–0      | amical                         |
| 4.  | 30 iunie 2004     | Giants Stadium, New Jersey, Statele Unite ale Americii | Peru             | 2–0  | 2–1      | amical                         |
| 5.  | 7 iulie 2004      | Estadio Elías Aguirre, Chiclayo, Peru                  | Ecuador          | 2–1  | 6–1      | Cupa Americii 2004             |
| 6.  | 7 iulie 2004      | Estadio Elías Aguirre, Chiclayo, Peru                  | Ecuador          | 3–1  | 6–1      | Cupa Americii 2004             |
| 7.  | 7 iulie 2004      | Estadio Elías Aguirre, Chiclayo, Peru                  | Ecuador          | 4–1  | 6–1      | Cupa Americii 2004             |
| 8.  | 17 noiembrie 2004 | Estadio Antonio V. Liberti, Buenos Aires, Argentina    | Venezuela        | 3–1  | 3–2      | CM 2006                        |
| 9.  | 15 iunie 2005     | RheinEnergieStadion, Köln, Germania                    | Tunisia          | 2–0  | 2 – 1    | Cupa Confederațiilor FIFA 2005 |
| 10. | 10 iunie 2006     | Imtech Arena, Hamburg, Germania                        | Coasta de Fildeș | 2–0  | 2–1      | CM 2006                        |
| 11. | 7 februarie 2007  | Stade de France, Saint-Denis, Franța                   | Franța           | 1–0  | 1–0      | amical                         |

## Premii

### Club
River Plate
- Primera División Argentina: 1999-2000

Sevilla
- Europa League: 2005-2006

Barcelona the best

- Supercupa Spaniei: 2006

Real Madrid
- La Liga: 2007–2008
- Supercupa Spaniei: 2008

Benfica
- Primeira Liga: 2009–2010
- Cupa Portugaliei: 2009–2010, 2010–2011, 2011–2012

### Internațional
Argentina
- Cupa Mondială FIFA Under-20: 2001
- Jocurile Olimpice de Vară: 2004

### Individual
- Primera División Argentina: golgheterul anului 1999
- Sud americanul anului: 1999
- Argentinianul anului: 1999
- Primeira Liga: Jucătorul lunii decembrie (2009)
- Balonul de Aur al Portugaliei: 2010
- Trofeo EFE: 2001–2002
- FIFA 100